# Piper J-3 Cub
Piper J-3 Cub je lahko enomotorno propelersko športno letalo ameriškega proizvajalca Piper Aircraft. Med letoma 1937 in 1947 sp rzdelali več kot 20 000 letal. Imel je dva sedeža v tandem konfiguraciji. Originalno je bil namenjen šolanju pilotov. Bil je zelo preprosto in poceni za nakup letalo, zato so ga primerjali kot letalski ekvivalent Ford Modela T.Zaradi standardne rumene barve je dobil vzdevek “Cub Yellow” ali "Lock Haven Yellow".
Leta 1930 se je pojavil Taylor E-2 Cub proizvajalca Taylor Aircraft. Podjetje je bankrotiralo in Piper je kupil njegovo premoženje. Leta 1936 je Walter Jamouneau predelal letalo in tako je postal J-2. Potem je Taylor zaradi tega incidenta odpustil Jamouneau-a, Piper pa je bil nakljonjen spremembi in je zaposlil Jamouneau-a.Letalo J-22 se je sprva počasi prodajalo, potem so ga predelali v J-3. Imel je 40 konjski motor in prodajno ceno samo okrog $1 000.
Uporabljal se je tudi med 2. Svetovno vojno kot opazovalno letalo.

## Tehnične specifikacije (J3C-65 Cub)
Podatki iz The Piper Cub Story
Splošne karakteristike
- Posadka: 1 pilot
- Število sedežev: 1 potnik
- Dolžina: 22 ft 5 in (6,83 m)
- Razpon kril: 35 ft 3 in (10,74 m)
- Višina: 6 ft 8 in (2,03 m)
- Površina kril: 178,5 ft² (16,58 m²)
- Teža praznega letala: 765 lb (345 kg)
- Uporaben tovor: 455 lb (205 kg)
- Maks. vzletna teža: 1 220 lb (550 kg)
- Pogon letala: 1 ×  Zračno hlajeni štirivaljni bokser Continental A-65-8, 65 KM (48 kW) at 2 350 rpm

 Zmogljivost 
- Maks. hitrost: 76 vozlov (87 mph, 140 km/h)
- Potovalna hitrost: 65 vozlov (75 mph, 121 km/h)
- Doseg: 191 NM (220 mil, 354 km)
- Višina leta: 11 500 ft (3 500 m)
- Hitrost vzpenjanja: 450 ft/min (2,3 m/s)
- Obremenitev kril: 6,84 lb/ft² (33,4 kg/m²)
- Razmerje moč/teža: 18,75 lb/KM (11,35 kg/kW)